# ورین کولیبکلو
ورین کولیبکلو (به لاتین: Verin-Kulibeklu) یک روستا در ارمنستان است که در استان آرماویر واقع شده است. در کیلومتری شمال آرماویر، مرکز استان آرماویر واقع شده است.